# Budapests 23:e distrikt
Budapests 23:e distrikt är en del av huvudstaden Budapest i Ungern. Antalet invånare är 20 387.